# Francisco Antonio García Carrasco

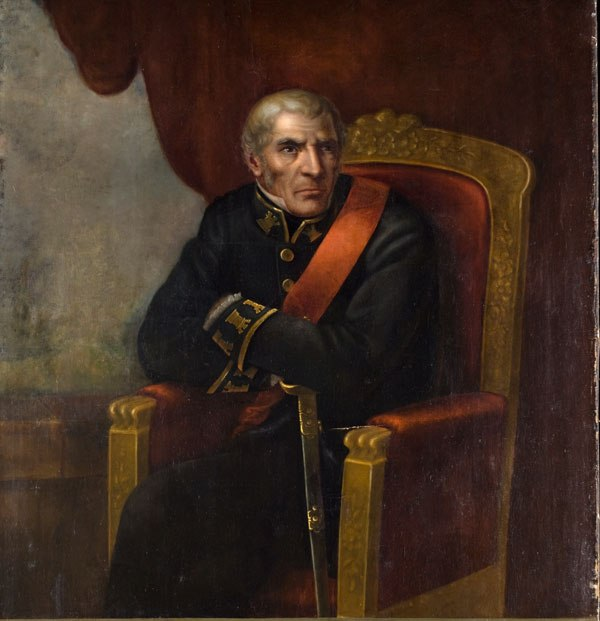
Francisco Antonio García Carrasco

Francisco Antonio García Carrasco Díaz (* 15. Dezember 1742 in Ceuta, Spanien; † 10. August 1813 in Lima, Peru) war ein spanischer Offizier und Gouverneur von Chile.

## Leben

### Armeekarriere
Er war Sohn des Leutnants Antonio García Carrasco und seiner Frau Rosa Díaz. Als Kadett der Infanterie trat er im Alter von 15 Jahren in die Armee ein und erreichte den Rang eines Oberstleutnants im Ingenieurskorps.
1785 wurde er in die spanischen Kolonien nach Südamerika versetzt und erhielt den Auftrag, die Befestigungen von Montevideo zu leiten. 1796 sandte man ihn nach Santiago de Chile, wo er den Bau der Münze (Palacio de La Moneda, der heutige Präsidentenpalast) beaufsichtigen sollte. Zudem betreute er den Bau der Befestigungen am Hafen von Valparaíso.
Bis 1806 wurde er weiter befördert und erreichte den Rang eines Brigadiers und Leiters des Ingenieurskorps in Südamerika. In dieser Funktion sollte er die Befestigungssysteme im Süden Chiles untersuchen und verbessern.

### Gouverneur von Chile

#### Amtsübernahme
Im Februar 1808 starb der Gouverneur des Generalkapitanats Chile im Vizekönigreich Peru, Luis Muñoz de Guzmán. Nach einer kurzen Interimsherrschaft von Juan Rodríguez Ballesteros übernahm García Carrasco am 22. April 1808 als ranghöchster Offizier vor Ort vorschriftsgemäß das Amt.
Zu dieser Zeit war die spanische Regierung im Zuge der napoleonischen Kriege nicht mehr in der Lage, einen Nachfolger zu bestimmen. Im August 1808 erreichten die Nachrichten von der Gefangennahme König Ferdinands und dem Angriff Napoleon Bonapartes.

#### Regierung
Im Gegensatz zu Muñoz de Guzmán, der bei den einheimischen Kreolen beliebt und respektiert war, gelang es dem Technokraten García Carrasco nicht, eine Verbindung zu den Einheimischen aufzubauen.

#### Politische Orientierung
Die politischen Lager in Chile zerfielen zu der Zeit in absolutistas (Absolutisten), die im inhaftierten König Ferdinand den einzig legitimen Herrscher sahen und den von ihm berufenen Vertretern unverändert folgen wollten. Eine andere Gruppierung, die carlotistas legten dagegen ihre Hoffnung in Charlotte Joachime von Spanien (spanisch: Carlota), die Schwester des Königs Ferdinand, die mit ihrem Mann (dem späteren portugiesischen König Johann VI.) nach Rio de Janeiro geflohen war. Die Charlottisten sahen in ihr den einzig handlungsfähigen Vertreter der Herrscherfamilie und wollten, dass sie in den südamerikanischen Kolonien eine legitimierte Machtbasis aufbauen sollte. Schließlich gab es die Gruppe der Juntistas, die ebenso wie im Mutterland mit eigenen Gremien (Regierungsjuntas) aus bewährten Persönlichkeiten die Regierungsgeschäfte übernehmen wollten, bis der König zurückgekehrt wäre. Die Bandbreite der politischen Vorstellungen bei den Juntistas war groß – sie reichte von eher moderaten und konservativen Kräften, die eine rein vorübergehende treuhänderische Verwaltung anstrebten, bis zu den radikaleren Teilen, die in einer Junta den ersten Schritt zur regionalen inneren Selbstverwaltung der Kolonien sahen. Von einer vollständigen Unabhängigkeit von Spanien war zu diesem Zeitpunkt noch nicht die Rede.
García Carrasco neigte den Charlottisten zu. Er ging mit ebenso großer Härte wie Willkür gegen alle Bürger vor, denen er Junta-Sympathien unterstellte. Verhaftungen und Deportationen nach Lima häuften sich.

#### Scorpion-Affäre
Die geringe Autorität, über die der Gouverneur noch verfügte, wurde durch die Scorpion-Affäre vollends zerstört. Der Walfänger Scorpion brachte geschmuggeltes englisches Tuch nach Chile. Die Partner auf chilenischer Seite hatten allerdings vor, bei der Übergabe der Schmuggelware die Mannschaft zu überfallen und das kostbare Tuch (im Wert von 80.000 Persos) zu rauben. Dafür waren aber Bewaffnete nötig. Gegen eine Beteiligung von 85 % des Gewinns sagte Gouverneur García Carrasco, an den sich die Räuber gewandt hatten, die Bereitstellung einer Truppe von Dragones zu, die eigentlich für den Polizeidienst gedacht waren. In der Nacht des 25. September 1808 ging der Raub vonstatten, der Kapitän und acht Mann Besatzung der Scorpion wurde ermordet.
Der zuständige Richter des Bezirks hatte aber von dem Plan erfahren und machte den Skandal öffentlich. Doch die verantwortlichen Dragones befanden sich auf einmal unter bewachtem Arrest und waren sowohl der lynchwütigen Bevölkerung als auch der Strafjustiz entzogen. Der öffentliche Zorn richtete sich daraufhin gegen Gouverneur García Carrasco und seinen Sekretär, Juan Martínez de Rozas (der später zu den führenden Köpfen der Unabhängigkeitsbewegung zählen sollte). Martínez floh nach Concepción.

#### Rücktritt
Die Untersuchung des Vorfalls schwächte die Position des Gouverneurs. Zudem gewannen die Juntistas immer mehr an Gewicht, als Nachrichten aus Spanien Chile erreichten, dass sich die Junta Suprema Central nach Cádiz zurückgezogen hatte und das königstreue Spanien in höchster Not war. Am 16. Juli 1810 trat Francisco García Carrosco schließlich zurück; als ranghöchster Offizier vor Ort folgte ihm der 82-jährige Kreole Mateo de Toro Zambrano y Ureta im Amt.

### Ruhestand
Nach seinem Rücktritt zog sich García Carrasco aufs Land zurück. Nach dem Scheitern des royalistischen Putsches von Tomás Figueroa und der raschen Erschießung des Rädelsführers Anfang April 1811 wurde García Carrasco verhaftet und des Landes verwiesen. Er fuhr im August 1811 nach Lima.